# الغرفة رقم 8 (فلم)
الغرفة رقم 8 (بالإنجليزية: Room 8) هو فيلم قصير من إخراج جيمس غريفيثس سنة 2013.
في فبراير 2014، فاز الفيلم بجائزة أفضل فيلم قصير؛ بالحفل ال67 لتوزيع جوائز الأكاديمية البريطانية للأفلام (بافتا).

## روابط خارجية
- الفيلم على موقع imdb
- الفيلم على موقع allocine.fr